# (1977) Шура
(1977) Шура (лат. Shura) — типичный астероид главного пояса, открыт 30 августа 1970 года советским астрономом Тамарой Смирновой в Крымской астрофизической обсерватории и 30 июня 1977 года назван в честь Героя Советского Союза Александра Космодемьянского.

## Обнаружение и именование
(1977) Шура
Открыт 30 августа 1970 года в Научном Т. М. Смирновой.
Назван в честь Героя Советского Союза Александра Анатольевича Космодемьянского (1925—1945), доблестно погибшего на фронте во время Великой Отечественной войны. Шура — это ласкательное имя Александра.
Смотрите также цитаты для малых планет (1793) и (2072).
Оригинальный текст (англ.)1977 Shura
Discovered 1970-08-30 by Smirnova, T. at Nauchnyj.
Named in honor of Aleksandr Anatolevich Kosmodemyanskij (1925—1945), Hero of the Soviet Union, died valiantly at the front during the Great Patriotic War,  Shura is a pet name for Aleksandr.
See also the citations for minor planets (1793) and (2072).
Источники: DISCOVERY.DB; M.P.C. 4190.

## Орбита

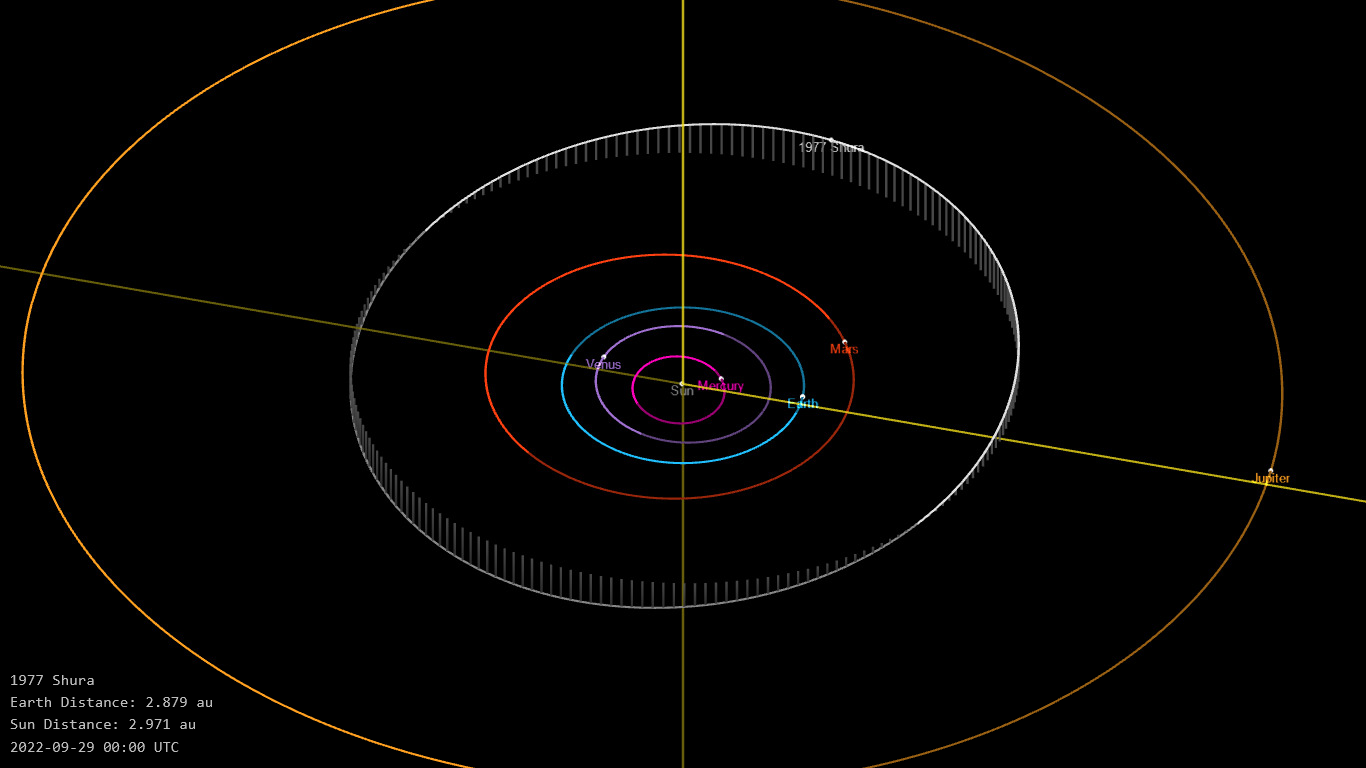
Орбита астероида Шура и его положение в Солнечной системе

## Физические характеристики
Из результатов второго этапа спектроскопической съёмки малых астероидов главного пояса (Small Main-belt Asteroid Spectroscopic Survey, SMASSII) следует, что астероид относится к таксономическому классу Sq, по результатам наблюдений системы телескопов панорамного обзора и быстрого реагирования Pan-STARRS — к классу C, а из наблюдений телескопа VISTA — к классу Ds.
По результатам наблюдений в видимом и ближнем инфракрасном диапазоне космического телескопа NEOWISE и наблюдений в инфракрасном диапазоне спутника Akari диаметр астероида сначала оценивался равным 18,497±0,124 км, позже — 16,27±0,65 км, 17,211±0,117 км. Согласно тем же источникам альбедо оценивается как 0,1311±0,0069, 0,185±0,016 и 0,150±0,028.